# Virgil Moorefield

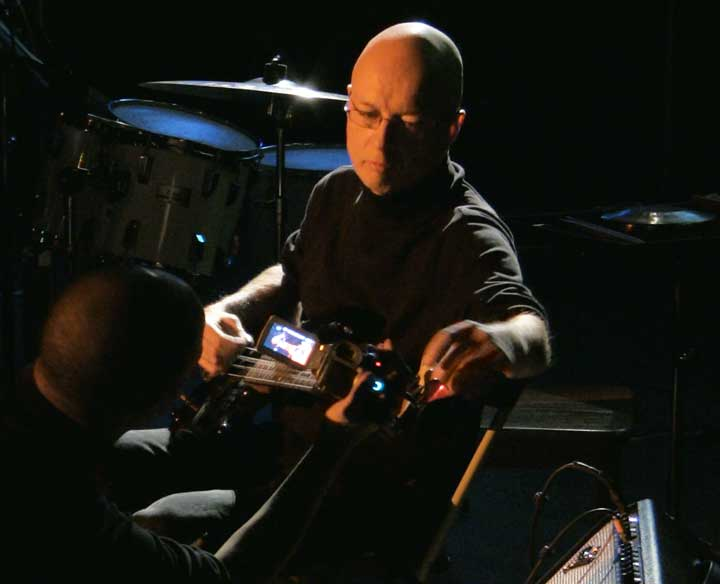
Virgil Moorefield, 2014

Virgil Moorefield (* 9. August 1956) ist ein US-amerikanischer Komponist, Schlagzeuger, Multimediakünstler und Buchautor.

## Leben
Der in North Carolina geborene Moorefield wuchs hauptsächlich in Europa auf und lebt in der Nähe von Zürich in der Schweiz.  Er studierte Komposition an der Princeton University und der Juilliard School sowie vergleichende Literaturwissenschaft an der Columbia University und unterrichtete Musik an der Northwestern University und der University of Michigan.
Lange Zeit lebte er in New York, wo er als Schlagzeuger in verschiedenen Rockbands und den Avantgarde-Ensembles von Glenn Branca, Bill Laswell, Elliott Sharp und anderen spielte. In seinen Kompositionen wechseln durchkomponierte Teile mit solchen, die zur freien Improvisation bestimmt sind („Comprovisation“), wobei die Musik über Computerprogramme in der Art von Live-Elektronik in Echtzeit in Bilder transformiert wird.
Mit seinem The Virgil Moorefield Bicontinental Pocket Orchestra (mit Vicky Chow, Klavier, Ian Ding, Vibrafon, Martin Lorenz, Drums, Taylor Levine, E-Gitarre, Jürg Wickyhalder, Baritonsaxofon und Will Robbins, Kontrabass) trat er in Europa und den USA, u. a. bei Inventing America Festival in der Londoner Barbican Hall und beim Bang on a Can Marathon im Lincoln Center auf. Sein Intermediawerk Five Ideas About the Relation of Sight and Sound wurde bei Festivals in den USA, Kanada, Irland und Chile aufgeführt. Gefördert wurde seine Arbeit u. a. durch die Rockefeller Foundation und das National Endowment for the Arts. 2005 erschien bei MIT Press sein Buch The Producer As Composer.

## Werke
- Transformations, LP. 1982
- Bhopal, LP. 1986
- Distractions On the Way To the King's Party, 1994
- The Temperature in Hell is Over 3,000 Degrees, 1997
- Chicago Union Station, 2004
- Things You Must Do to Get to Heaven, 2007
- Five Ideas About the Relation of Sight and Sound, 2008-11
- No Business As Usual, CD, 2013
- Five Ideas About the Relation of Sight and Sound, DVD, 2013